# Гуанта
Гуанта (исп. Guanta) — город на северо-востоке Венесуэлы, на территории штата Ансоатеги. Является административным центром одноимённого муниципалитета.

## История
До прихода испанцев в районе, где в настоящее время расположена Гуанта обитали представители племени куманагото. В XIX веке Гуанта представляла собой портовый город, через который осуществлялся вывоз скота на Антильские острова. В 1950 году вблизи города был построен нефтеперерабатывающий завод.

## Географическое положение
Гуанта расположена в северо-восточной части штата, на побережье Карибского моря, на расстоянии приблизительно 8 километров к северо-востоку от Барселоны, административного центра штата. Абсолютная высота — 74 метра над уровнем моря.

## Климат
Климат города характеризуется как жаркий семиаридный (BSh в классификации климатов Кёппена).. Среднегодовое количество атмосферных осадков — 627 мм. Наименьшее количество осадков выпадает в марте (3 мм), наибольшее количество — в августе (125 мм). Средняя годовая температура составляет 26,8 °C.

## Население
По данным Национального института статистики Венесуэлы, численность населения города в 2013 году составляла 19 430 человек.

## Транспорт
Через город проходит национальная автомагистраль № 9 (исп. Troncal 9).